# SuriPop XII
SuriPop XII was een muziekfestival in Suriname in 2002.
In de voorselectie koos de jury twaalf liederen. De finale werd gehouden in Paramaribo. Henk Mac Donald won dit jaar de Jules Chin A Foeng-trofee met zijn lied Tide ete. Het werd gezongen door Rudolf Heidanus.
Bij dit festival werd alleen aan het winnend nummer een trofee uitgereikt.

## Finale
In de voorselectie koos de jury twaalf liederen. Deze kwamen in de finale uit en werden op een muziekalbum uitgebracht. Op het album uit 2002 stonden de volgende nummers:
| Nr. | Lied                      | Vocalisten                         | Componisten                              | Tijdsduur |
| --- | ------------------------- | ---------------------------------- | ---------------------------------------- | --------- |
| 1   | Yu                        | Imana Vonseca ft. Olsthen Landveld | Gerda Tjien Fooh / arr. Marcel Balsemhof | 5:08      |
| 2   | Fraw Corry                | Haidy Jubitana                     |                                          | 2:47      |
| 3   | A trawan                  | Sharon Sastro                      |                                          | 4:58      |
| 4   | Swit' lobi wan            | Artino Oldenstam                   |                                          | 4:54      |
| 5   | Call on him               | Humphrey Koulen                    |                                          | 3:50      |
| 6   | Fu te go                  | Powl Amerali                       | Erik Refos & Siegfried Gerling           | 4:09      |
| 7   | Grontapu n' ab' Tifi      | Patricia van Daal                  |                                          | 5:13      |
| 8   | Mama (Yu na mi nowru wan) | Karen Berenstein                   |                                          | 3:36      |
| 9   | Ik had het moeten weten   | Clinton Kaersenhout                | Annamarie Sanches                        | 5:03      |
| 10  | Wan tra winti             | Chantal Romeo                      |                                          | 4:23      |
| 11  | Den memre                 | Ria Breidel                        |                                          | 4:49      |
| 12  | Tide ete                  | Rudolf Heidanus                    | Henk Mac Donald                          | 3:59      |

I (1982) · II (1983) · III (1984) · IV (1986) · V (1988) · VI (1990) · VII (1992) · VIII (1994) · IX (1996) · X (1998) · XI (2000) · XII (2002) · XIII (2004) · XIV (2006) · XV (2008) · XVI (2010) · XVII (2012) · XVIII (2014) · XIX (2016) · XX (2018) · XXI (2022) · Kerstsongeditie (2023) · XXII (2024)